# انسیهایم
انسیهایم (به فرانسوی: Ensisheim) یک کمون (فرانسه) در فرانسه است که در او-رن واقع شده‌است. انسیهایم ۳۶٫۵۹ کیلومتر مربع مساحت دارد ۲۱۷ متر بالاتر از سطح دریا واقع شده‌است.
یکی از اولین نمونه های روشن شناخته شده برای عمل ترپناسیون از محل دفن نوسنگی در نزدیکی شهر شناسایی شد. محققان دانشگاه فرایبورگ در سال 1997 تجزیه و تحلیلی از بقایای اسکلتی به خوبی حفظ شده یک مرد تقریباً 50 ساله را گزارش کردند که جمجمه او شواهد واضحی از دو روش ترپاناسیون را نشان داد. یکی به طور کامل و دیگری تا حدی بهبود یافته بود که نشان می‌دهد سوژه از عمل‌ها جان سالم به در برده است.

## خواهرخوانده
شهرهای مارکدورف، کسترویل، تگزاس و Otjiwarongo خواهرخوانده‌های انسیهایم هستند.